# 科爾里奇 (內布拉斯加州)
科爾里奇（英語：Coleridge）是位於美國內布拉斯加州錫達縣的村。

## 人口
根據2020年美國人口普查的數據，科爾里奇的面積為1.32平方千米，皆為陸地。當地共有人口537人，而人口密度為每平方千米407人。